# Paudniowaja
Paudniowaja (biał. Паўднёвая; ros. Южная) – wieś na Białorusi, w obwodzie homelskim, w rejonie homelskim, w sielsowiecie Azdzielina.